# Melaleuca stipitata
Melaleuca stipitata là một loài thực vật có hoa trong Họ Đào kim nương. Loài này được Craven mô tả khoa học đầu tiên năm 1997.